# Miguel Britos
Miguel Ángel Britos Cabrera (Maldonado, 17 de julio de 1985) es un exfutbolista uruguayo. Jugaba de defensa central y fue profesional entre 2005 y 2019, cuando se retiró a la edad de 33 años.

## Trayectoria

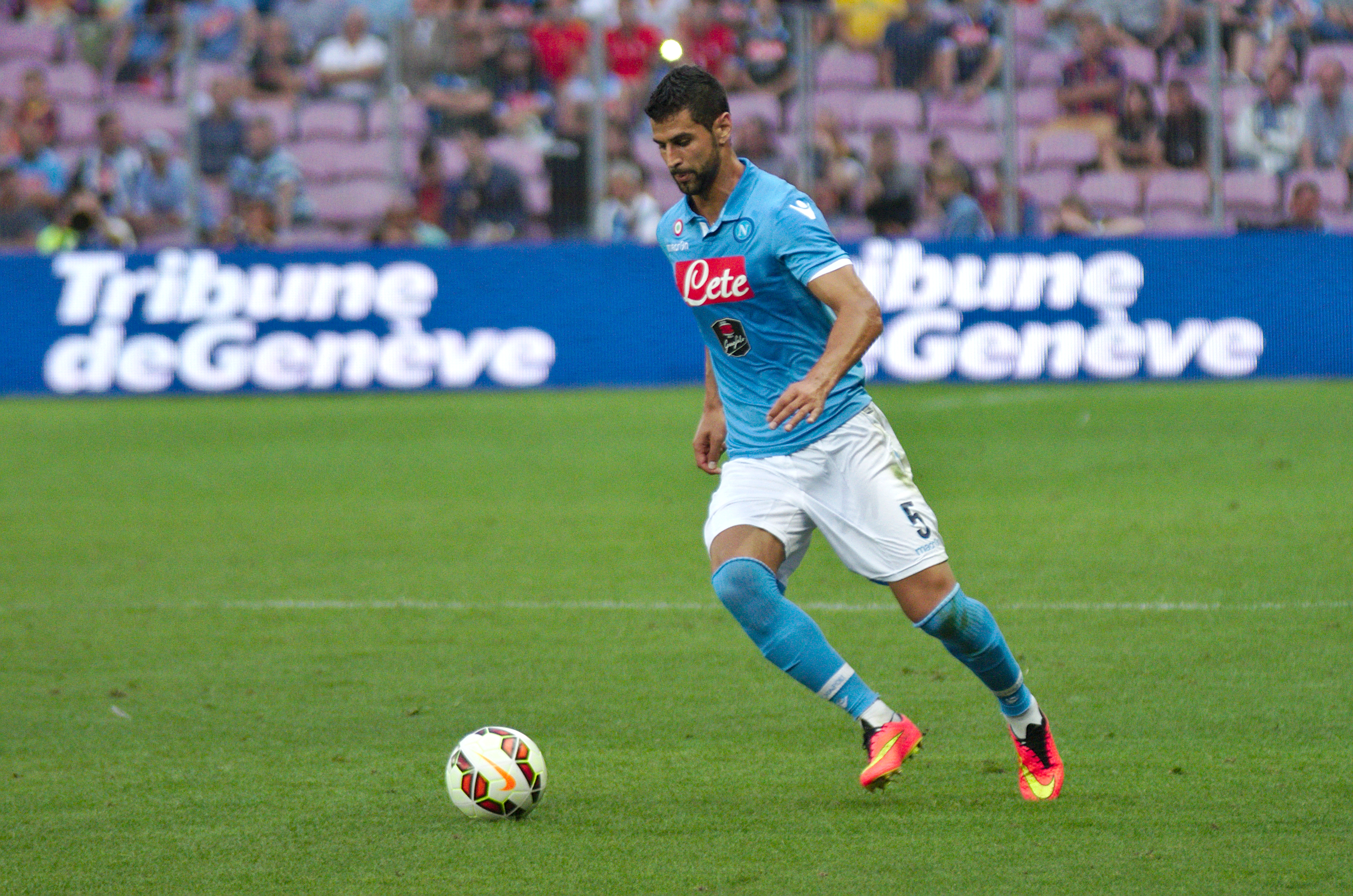
Britos con la camiseta del Napoli.

Comenzó en infantiles en 1992 y tránsito las divisiones inferiores hasta el 2004 en su ciudad natal en el club Deportivo Maldonado.; pero debutó en el fútbol profesional con el Fénix en 2005, donde jugó 12 partidos. En 2006 fue transferido al Juventud de Las Piedras, totalizando 33 presencias y 3 goles. En el julio de 2007 fichó por el Montevideo Wanderers: con los Bohemios jugó 14 partidos y marcó 1 gol. En 2008 se mudó a Italia, fichando por el Bolonia. Aquí militó por tres temporadas, consiguiendo un puesto de titular y marcando 4 tantos.
El 12 de julio de 2011 fue vendido al Napoli por una cifra cercana a los 9 millones de euros con contrato por 4 años, más el préstamo de Luigi Vitale. Durante el Trofeo Gamper contra el Barcelona se lesionó el quinto metatarso del pie derecho y no pudo volver a jugar hasta el 12 de enero de 2012, cuando debutó como titular contra el Cesena. Anotó su primer gol con la camiseta napolitana el 13 de febrero de 2012, cabeceando un córner contra el Chievo Verona. El 20 de mayo ganó el primer trofeo de su carrera, la Copa Italia 2012, jugando los últimos minutos de la final contra el Juventus de Turín. El 8 de noviembre de 2012 se produjo su debut en la Liga Europea, jugando desde el primer minuto en el partido de local contra el Dnipro ucraniano, que terminó con resultado de 4 a 2 a favor de los napolitanos. Su segunda temporada con los azzurri se concluyó con 22 presencias. En la temporada 2013/14, con la llegada de Rafa Benítez, inició la liga como defensa central titular junto a Raúl Albiol. En la fecha 4 marcó el primer gol contra el Milan (2-1 para el Napoli). El 18 de septiembre de 2013 debutó en Champions League contra los subcampeones del Borussia Dortmund (2-1 a favor del Napoli). Al término de la temporada ganó su segunda Copa Italia con los partenopeos. El 22 de diciembre de 2014 ganó la Supercopa de Italia ante Juventus de Turín, aunque no jugó la final de Doha.
El 22 de julio de 2015, tras 4 temporadas, 99 partidos y 3 goles con la camiseta napolitana, el defensa uruguayo fichó por el Watford inglés, firmando un contrato para las siguientes tres temporadas.
A pesar de haber tenido una trayectoria destacada en el exterior, nunca fue citado para la selección uruguaya de fútbol.

## Clubes
Actualizado al último partido disputado el 30 de marzo de 2019: Manchester United 2-1 Watford.
| Club                 | País          | Año           | Partidos | Goles | Asistencias | Media goleadora |
| -------------------- | ------------- | ------------- | -------- | ----- | ----------- | --------------- |
| Fénix                | Uruguay       | 2005 - 2006   | 12       | 0     | 0           | 0,00            |
| Juventud             | Uruguay       | 2006 - 2007   | 33       | 3     | 0           | 0,09            |
| Montevideo Wanderers | Uruguay       | 2007 - 2008   | 14       | 1     | 0           | 0,07            |
| Bologna              | Italia        | 2008 - 2011   | 73       | 4     | 1           | 0,05            |
| Napoli               | Italia        | 2011 - 2015   | 99       | 3     | 0           | 0,03            |
| Watford              | Inglaterra    | 2015 - 2019   | 74       | 2     | 2           | 0,03            |
| Total carrera        | Total carrera | Total carrera | 305      | 13    | 3           | 0,04            |

Fuentes: Transfermarkt Soccerway

## Palmarés

### Campeonatos nacionales
| Título              | Club       | Sede | Año     |
| ------------------- | ---------- | ---- | ------- |
| Copa Italia         | SSC Napoli | Roma | 2011-12 |
| Copa Italia         | SSC Napoli | Roma | 2013-14 |
| Supercopa de Italia | SSC Napoli | Doha | 2014    |